# 久保田政周

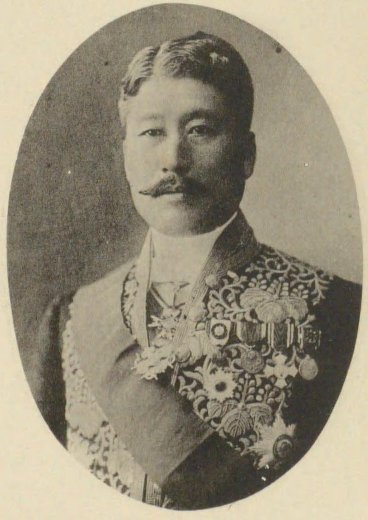
久保田政周

久保田 政周（くぼた きよちか、1871年6月19日（明治4年5月2日） - 1925年（大正14年）1月22日）は、栃木県知事、三重県知事、東京府知事および内務次官を歴任した内務官僚。後に、横浜市長も務めた。称号は正四位勲一等。

## 略歴
- 明治4年5月2日（1871年6月19日） - 久保田政擧[2]（北海道出身）の長男として東京下谷竹町で生まれる。
- 1895年（明治28年） - 東京帝国大学法科大学独法科を卒業する。
- 1895年（明治28年）11月 - 高等文官試験に合格し、内務省土木局に入る。
内務省書記官、警保局警務課長などを務める。
- 1906年（明治39年）8月10日 - 1906年（明治39年）12月7日 - 栃木県知事となる。
- 1906年（明治39年） - 南満洲鉄道株式会社設立に伴い、後藤新平総裁に嘱望され、理事に就任。
- 1906年（明治39年）12月 - 赴任し、関東都督府参事官を兼務する。
創業時の南満洲鉄道の地方部を統括し、同社付属地の支配取締、教育、勧業、衛生などの基礎を築く。
- 1911年（明治44年）9月 - 退任帰国。
- 1911年（明治44年）9月4日 ‐ 1912年（大正元年）12月22日 - 三重県知事となる。
途中、内務省土木局長、鉄道院理事などを務める。
- 1914年（大正3年）4月21日 - 1915年（大正4年）7月2日 - 東京府知事となる。
- 1915年（大正4年）7月30日 - 第2次大隈内閣の内務次官となる。
- 1916年（大正5年）10月9日 - 内務次官を辞し、退官する。
- 1918年（大正7年）8月26日 - 1922年（大正11年）5月27日 - 横浜市長となる。
- 1924年（大正13年） - 東洋拓殖株式会社総裁。
- 1925年（大正14年）1月22日卒去。墓所は染井霊園1-ロ-8-6。

## 栄典
位階
- 1925年（大正14年）1月22日 - 正四位[3]

勲章等
- 1910年（明治43年）12月26日 - 勲三等瑞宝章[4]
- 1915年（大正4年）11月10日 - 大礼記念章[5]
- 1916年（大正5年）1月19日 - 勲二等旭日重光章[6]
- 1925年（大正14年）1月22日 - 勲一等瑞宝章[3]

## 親族
- 姉 長谷川なか（長谷川芳之助の妻）[7]
- 甥 長谷川久一（姉なかの長男、内務官僚）[7]